# Велибор Љујић
Велибор Љуић (Виницка, код Пријепоља, 25. октобар 1914 — Београд, 27. септембар 1985) био је учесник Народноослободилачке борбе и друштвено-политички радник Социјалистичке Републике Србије.  

## Биографија
Рођен је 25. октобра 1914. у селу Виницка, код Пријепоља. Школовао се у Пријепољу и Београду, где је завршио Правни факултет. Током студија био је активан у револуционарном студентском покрету, а 1940. постао је члан тада илегалне Комунистичке партије Југославије (КПЈ). Исте године изабран је за секретара Месног комитета КПЈ у Пријепољу.
Након окупације Југославије, 1941. активно је учествовао у Народноослободилачком покрету (НОП) и био један од организатора устанка у Пријпољу и околини, заједно са Љубишом Миодраговићем и Бранком Радичевићем. Октобра 1941. био је први командир Милешвеске партизанске чете, а током Народноослободилачког рата обављао је дужности — помоћника политичког комесара батаљона у Трећој пролетерској санџачкој ударној бригади, руководиоца Политичког одељења Четврте санџачке ударне бригаде, политичког комесара 37. санџачке дивизије и др. Био је секретар Среског комитета КПЈ за милешевски срез и од почетка 1944. члан Обласног комитета КПЈ за Санџак. Демобилисан је 1945. у чину потпуковника.
После ослобођења, од 1945. до 1952. био је секретар Окружног комитета КПС и Окружног народног одбора у Новом Пазару, а од 1952. до 1959. секретар Среског комитета СКС и председник Народног одбора среза Пријепоље. Упоредо је биран за секретара Народне скупштине НР Србије, од 1946. до 1950. и инструктора Централног комитета КП Југославије. Обављао је дужности директора Дирекције текстилне индустрије НР Србије, председника Планске комисије НР Србије, директора Главне управе за увоз и извоз и Дирекције за електропривреду НР Србије, скретара и председника Савета за народно здравље НР Србије, од 1961. председника Комисије за избор и именовање Скупштине СР Србије и члана Извршног већа Скупштине Србије од 1959. до 1969. године. Од 1964. био је председник Организационополитичког већа Скупштине СР Србије. Од 1978. биран је за члана Савета федерације.
За члана Централног комитета Савеза комуниста Србије (ЦК СКС) биран је на више конгреса. Био је члан Главног одбора Народног фронта Србије и члан Председништва Републичке конференције Социјалистичког савеза радног народа (ССРН) Србије, као и члан Савезног одбора СУБНОР Југославије. За народног посланика Народне скупштине НР Србије и касније посланика Скупштине СР Србије биран је у више мандата, док је за посланика Савезне скупштине биран у прва четири сазива.
Умро је 27. септембра 1985. на Војномедицинској академији у Београду. Сахрањен је у Алеји заслужних грађана на Новом гробљу.
Носилац је Партизанске споменице 1941. и других југословенских одликовања, међу којима су — Орден заслуга за народ првог реда, Орден братства и јединства првог реда, Орден Републике са златном звездом, Орден партизанске звезде другог реда, Орден за храброст и друго.